# Ternova Piccola
Ternova Piccola is een plaats (frazione) in de Italiaanse gemeente Duino-Aurisina.